# جلان بينتون
جلان بينتون (بالإنجليزية: Glen Benton)‏ هو عازف باس ومغني وعازف قيثارة أمريكي، ولد في 18 يونيو 1967 في تامبا في الولايات المتحدة.

## وصلات خارجية
- الموقع الرسمي
- جلان بينتون على موقع IMDb (الإنجليزية)
- جلان بينتون على موقع ميوزك برينز (الإنجليزية)
- جلان بينتون على موقع أول ميوزيك (الإنجليزية)
- جلان بينتون على موقع ديسكوغز (الإنجليزية)